# Malmbergets kooperativa handelsförening
Malmbergets kooperativa handelsförening var en konsumentförening med verksamhet i Gällivare kommun och Jokkmokks kommun.
Föreningen föregicks av två misslyckade konsumentkooperativa försök i Malmberget. Den första som också hette Malmbergets kooperativa handelsförening grundades 1899 och försattes i konkurs 1901. Den följdes av Malmbergets Arbetares Nya Handels-Aktiebolag som grundades 1903 och gick i konkurs först 1911.
Malmbergets kooperativa handelsförening höll konstituerande möte den 29 september 1911. Den första butiken öppnade den 9 november 1911 i "Aktiehandelns lokal" i Malmberget. År 1912 öppnades föreningens första filial i Hermelin. År 1913 uppgick Koskullskulle kooperativa handelsförening i föreningen och dess butik i Koskullskulle blev föreningens andra filial. År 1915 tillkom en filial i Gällivare.
Föreningen fortsatte sedan växa. År 1921 hade föreningen tio butiker och 1448 medlemmar, vilket 1922 hade ökat till 11 butiker och 1661 medlemmar. Enligt dessa värden var föreningen i början av 1920-talet den största konsumtionsförening i Norrbottens län, men Kiruna arbetares kooperativa handelsförening hade fler anställda och högre försäljning. Den 17 januari 1928 öppnades en filial i Dennewitz. Utöver nämnda orter kunde man 1935 konstatera filialer i Hakkas, Jokkmokk, Murjek, Nattavara, Polcirkeln, Porjus, Tårrajaur och Vuollerim, samt flera specialiserade affärer i Malmberget. Sedermera flyttade föreningens huvudkontor till Gällivare.
När föreningen firade sitt 50-årsjubileum 1961 hade den 38 butiker i Gällivare och Jokkmokks kommuner.
År 1994 gick Malmbergets kooperativa ihop med Konsumentföreningen Kiruna för att bilda Konsum Malmfälten.
Coop Norrbotten lade i juni 2019 ner butiken i Malmberget eftersom den skulle rivas för gruvbrytningen. Man lämnade därmed Malmberget, men fanns kvar i Gällivare.